# Скеля «Радіонова»
Скеля «Радіонова» — геологічна пам'ятка природи місцевого значення. Об'єкт розташований на території Маньківського району Черкаської області, село Буки, на річці Гірський Тікич.
Площа — 0,2 га, статус отриманий у 1972 році.

## Галерея

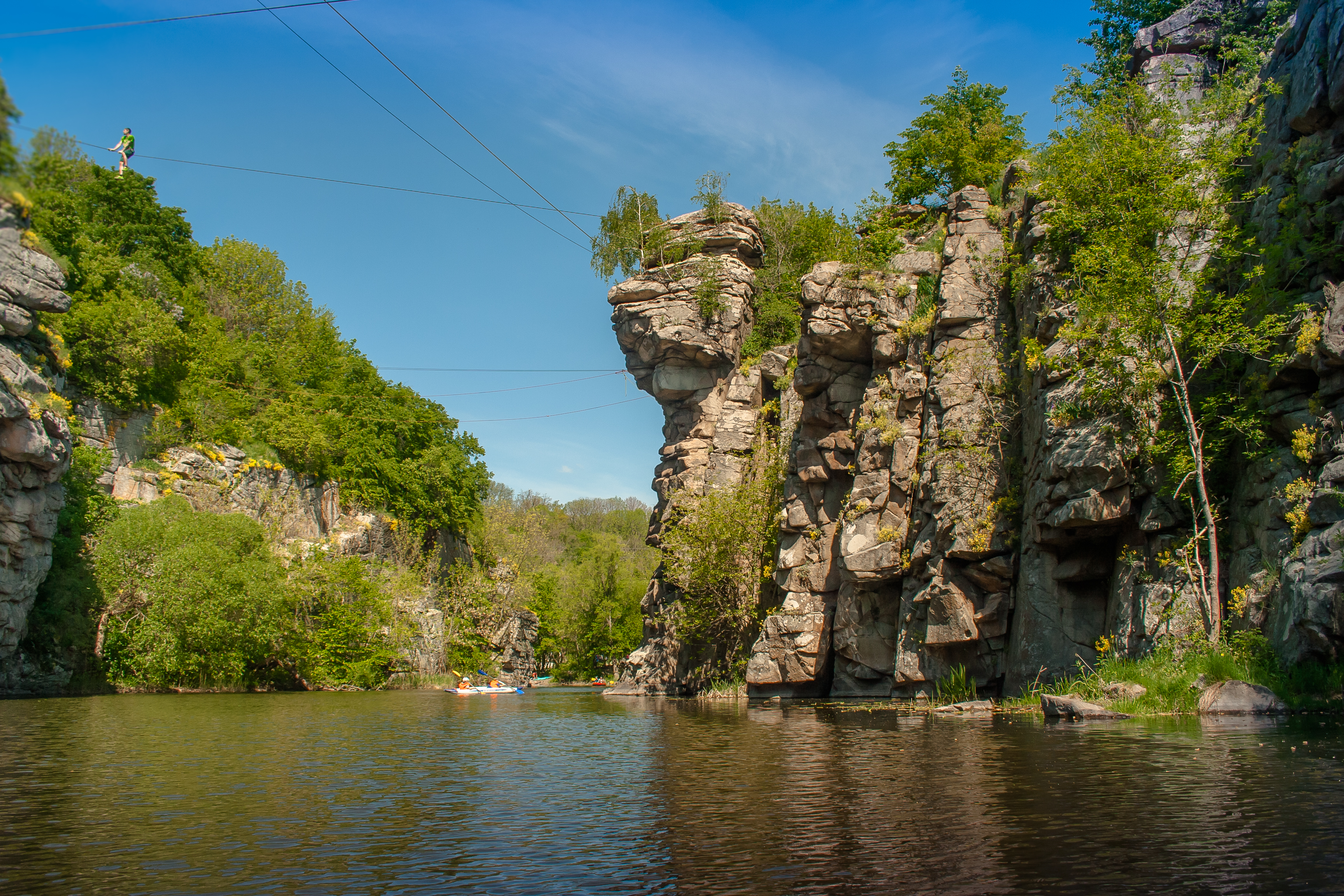
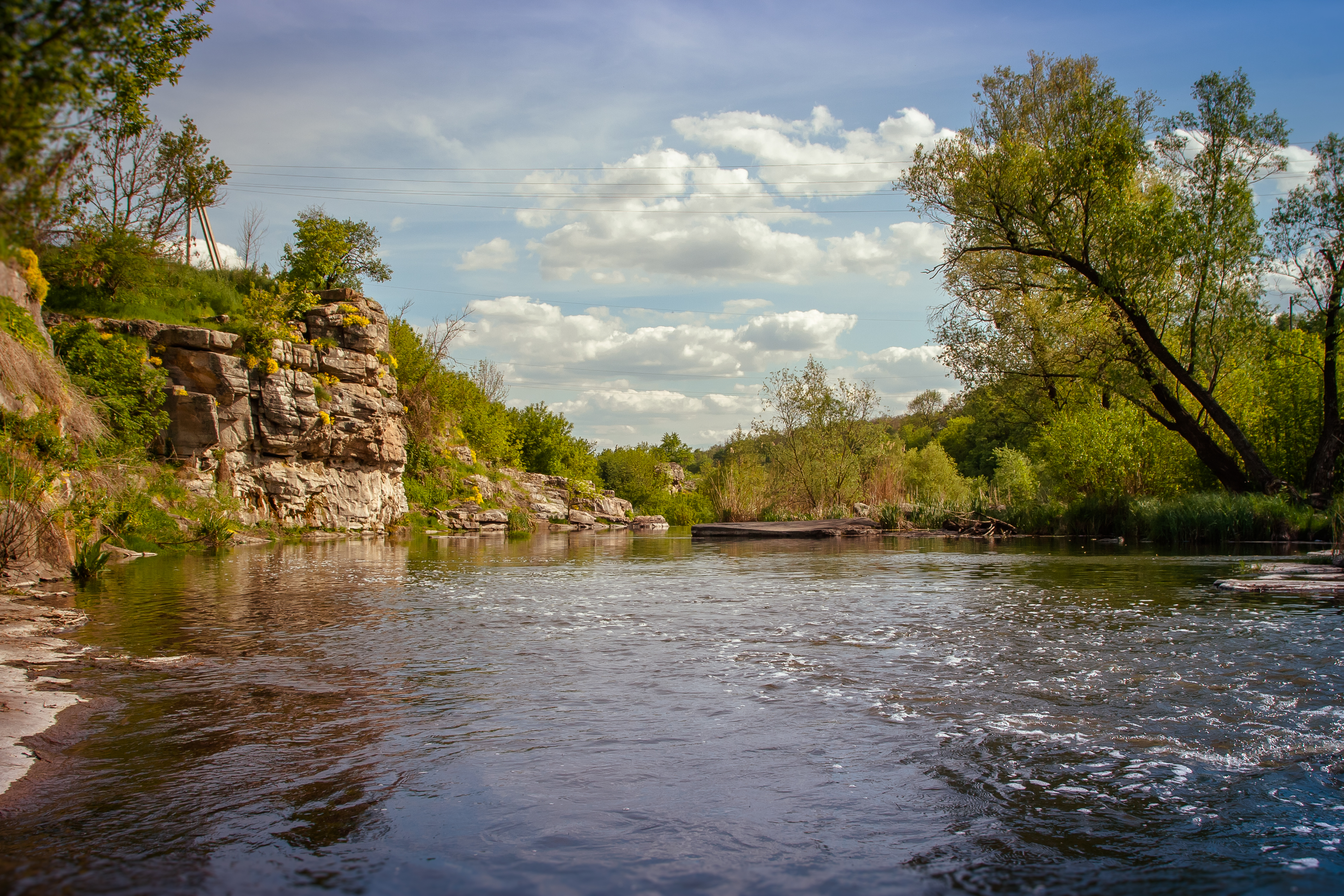
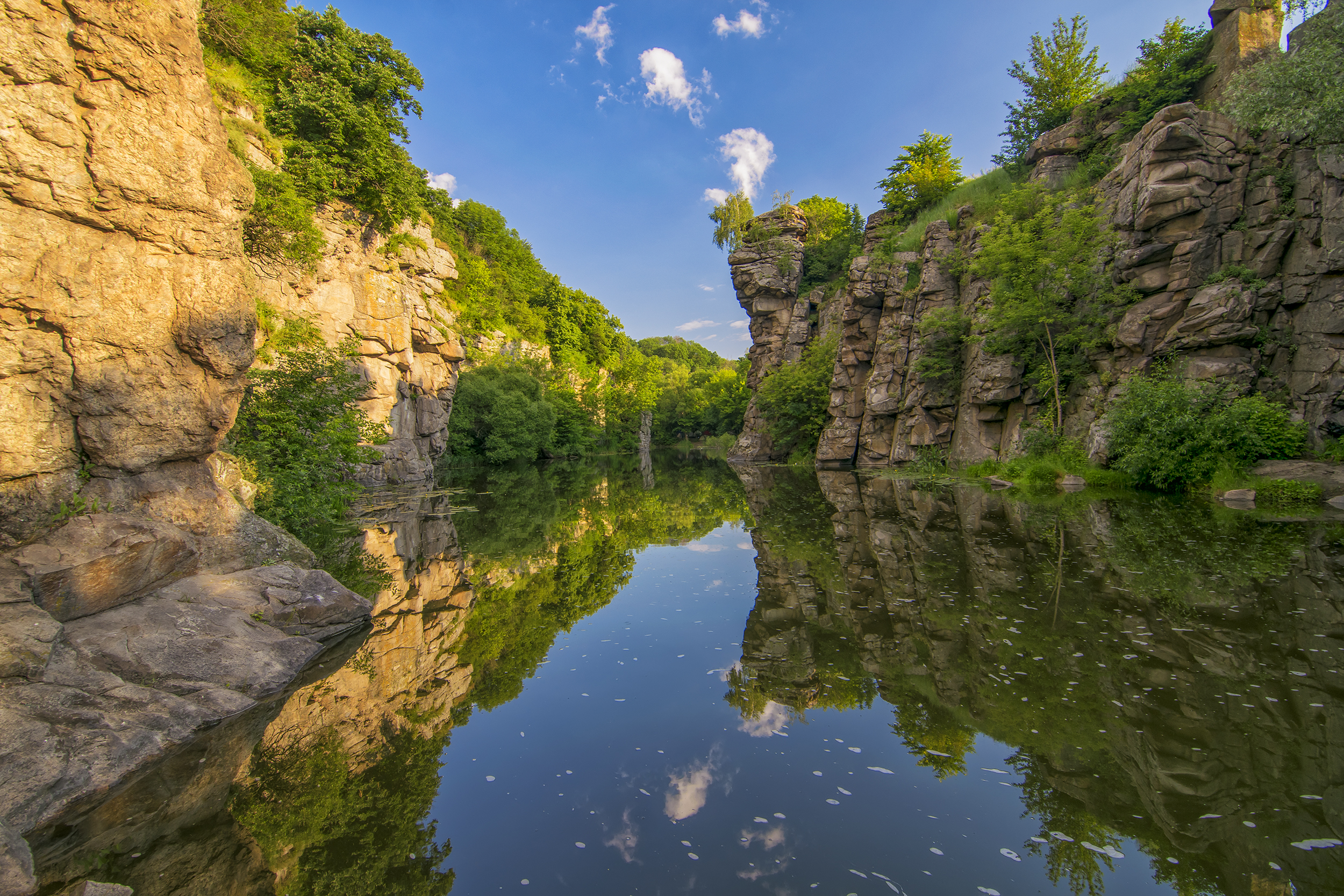
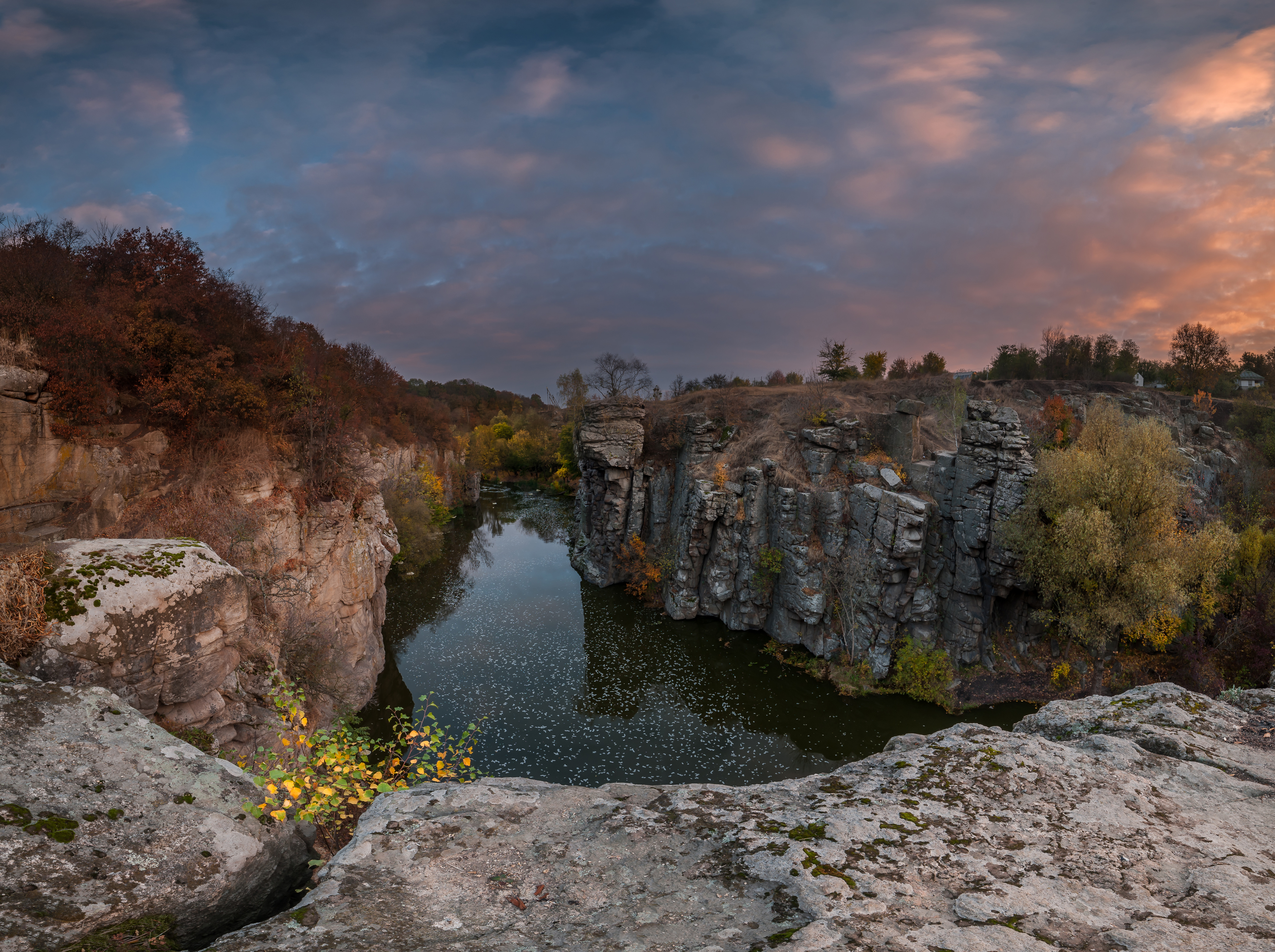
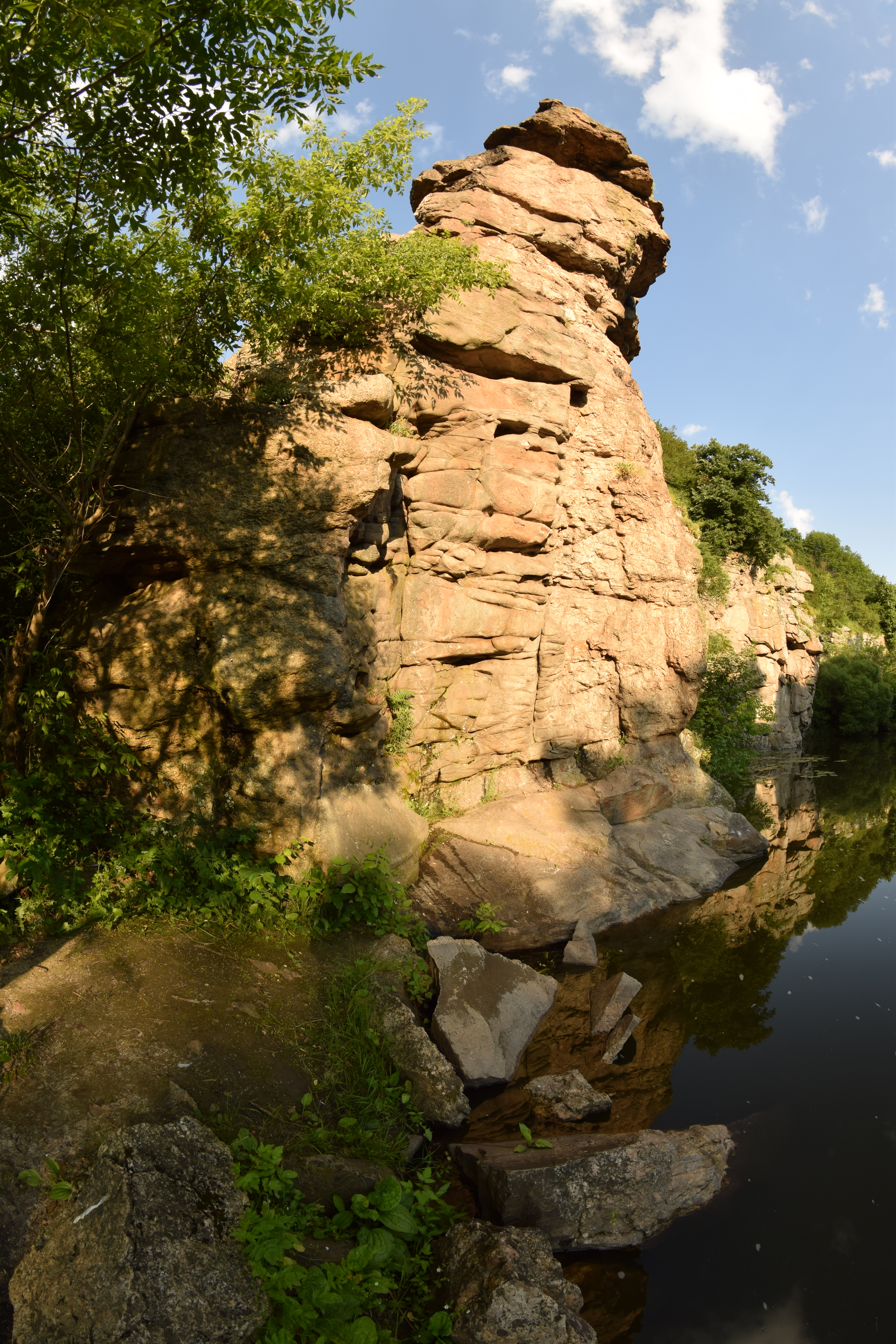
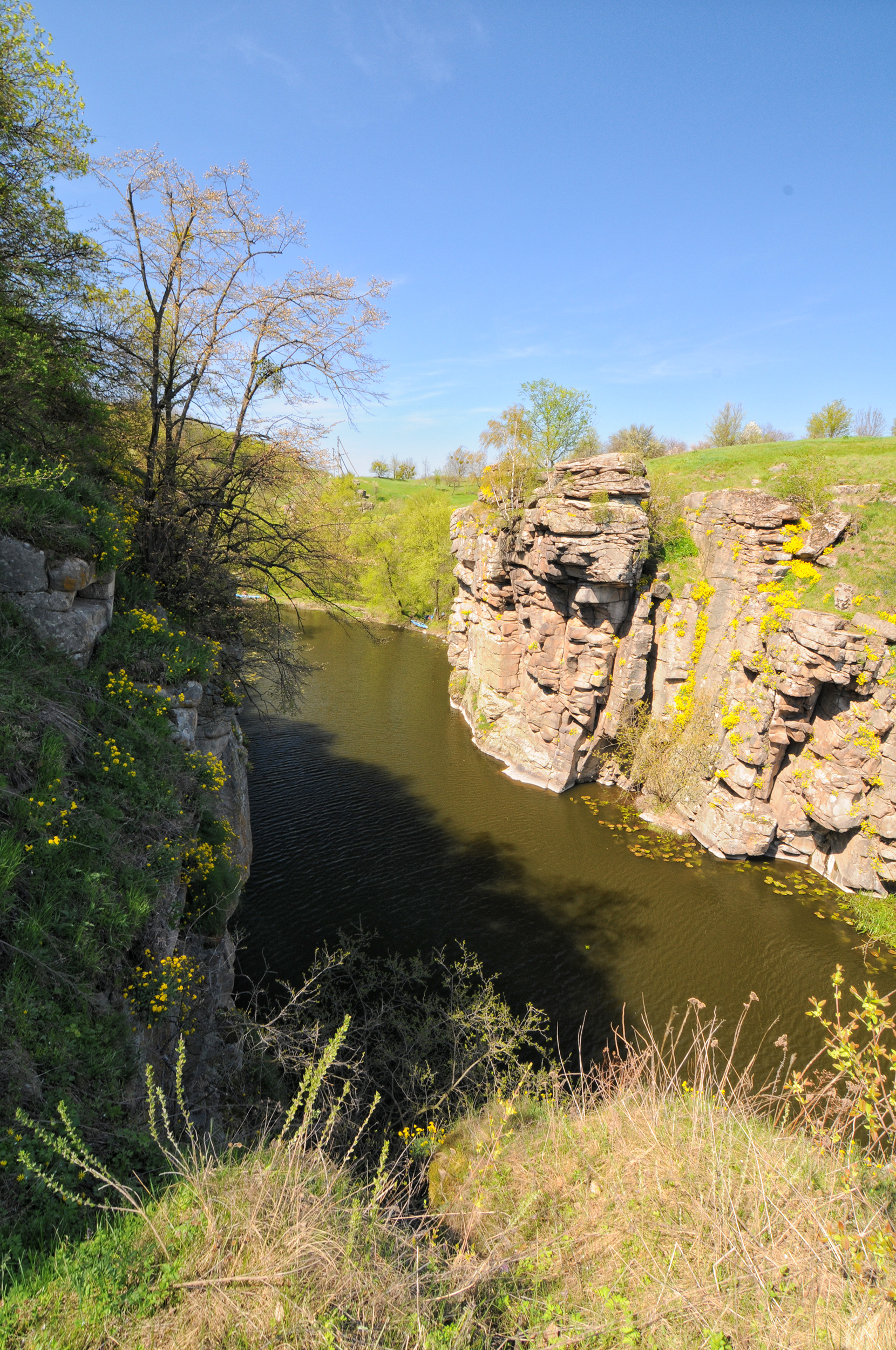